# Master of Library and Information Science
Le Master of Library and Information Science ou MLIS en abrégé (Mastère de bibliothécaire et de science de l'information) est un diplôme de 2° cycle universitaire délivré dans les universités canadiennes, américaines, anglaises et porto-ricaines qui permet d’accéder à des fonctions de bibliothécaire, de responsable de gestion informatique des bibliothèques, d'archiviste, de conservateur des bibliothèques.

## L'accréditation du diplôme
Le titre du diplôme est récent, auparavant il portait selon les universités et les divers systèmes d’accréditation les titres suivants  Master of Library Science (MLS) / Mastère de sciences des bibliothèques, or Master of Science in Library Science (MSLS) / Mastère scientifique de sciences des bibliothèques. C'est l'American Library Association qui dans un souci d'harmonisation et d'équivalence a renommé le titre et donne son accréditation. 

## Le cursus
Le cursus s'est établi pour répondre à la diversité des fonctions de bibliothécaire, et en intégrant les nouvelles technologies informatiques appliquées au classement, à l'indexation, à la diffusion des livres. 
Il s'agit d'un diplôme post bachelor (licence) qui s'obtient en soutenant un mémoire au bout de deux années d'études. Les études sont interdisciplinaires recouvrant l'histoire des supports écrits (du papyrus aux écrits numériques, en passant par les codex et les débuts de l'imprimerie ), les systèmes de conservation, de classement, d'indexation des documents, la gestion budgétaire et le management d'une bibliothèque, les techniques de communication, l'accès en ligne,,.  
Les établissements dispensant le diplôme doivent régulièrement soumettre leur cursus à une commission de l'American Library Association (ALA) qui valide l'accréditation.   

## Les universités délivrant le diplôme
Soixante établissements universitaires américains, anglais, canadiens et porto-ricains dispensent les diplômes de bibliothécaires agrées par  l'American Library Association.
Selon le site College Choice, parmi les 35 universités américaines, anglaises sélectionnées, l'université de l'illinois à Urbana-Champaign, l'université Rutgers et l'université Drexell occupent le haut du classement.
De nombreux programmes agréés par l'American Library Association  offrent aux étudiants des possibilités d'apprentissage à distance grâce par des cours en ligne avec des journées de regroupement sur le campus de l'université dispensant l'enseignement,.